# 김형준 (1884년)
김형준(金亨俊, 1884년 ~ ?)은 대한민국의 코넷 연주자 및 음악 교육가이다.
그는 평양 숭실학교를 졸업하였다. 한국 악단 선구자의 한 사람으로 홍난파와 함께 음악 교육과 연주로 음악운동에 이바지하였다. 1921년 9월 23일에 종로 중앙 기독교 청년회관에서 열린 동서 음악대 연주회에서 코넷 독주를 한 바 있는데, 그때 그의 딸 김원복(金元福, 피아니스트)이 2중창에 출연하여 이채를 띄었다. 그 밖에도 〈봉선화〉, 〈저 구름의 탓〉, 〈나물 캐는 처녀〉 등의 작사를 한 바 있고 후에 경신중학교, 경기공업고등학교 등에서 교편을 잡은 적도 있다.